# Список правителів Баварії
Нижче наведено Список правителів Баварії

## Баваріяу 548—788 (герцогство Баварія)
| Агілольфінги   |                    |          |
| Роки правління | Ім'я               | Примітка |
| бл. 548–595    | Гарібальд I        |          |
| бл. 595–610    | Тассилон I         |          |
| бл. 610–630    | Гарібальд II       |          |
| бл. 630–640    | Гримальдо I (Фара) |          |
| бл. 640–680    | Теодон I           |          |
| бл. 680        | Лантперт           |          |
| бл. 680–716    | Теодон II          |          |
| бл. 711–719    | Теудебальд         |          |
| бл. 715–725    | Гримоальд          |          |
| бл. 716–719    | Тассилон II        |          |
| бл. 719–725    | Теодеберт          |          |
| бл. 725–737    | Хугберт            |          |
| бл. 737–749    | Одилон             |          |
| бл. 749–788    | Тассілон III       |          |

У 788 році Баварія долучена до Франкського королівства.

## Баваріяу788–907(королівство Баварія)
| Каролінги      |                         |                                                    |
| Роки правління | Ім'я                    | Примітка                                           |
| 788 — 814      | Карл Великий            | імператор                                          |
| 814 — 817      | Лотар I                 | імператор, син Людовіка I Благочестивого           |
| 817 — 829      | Людовік I Благочестивий | імператор                                          |
| 829 — 865      | Людовік II Німецький    | король Східно-Франкського королівства              |
| 865 — 880      | Карломан                |                                                    |
| 880 — 882      | Людовік III Молодий     | також король Тюрингії та Саксонії                  |
| 882 — 887      | Карл III Товстий        | король Франції та Італії, імператор, помер у 888   |
| 887 — 899      | Арнульф Каринтійський   | імператор, король Східно-Франкського королівства   |
| 899 — 907      | Людовік IV Дитя         | король Східно-Франкського королівства, помер у 911 |

907 року було відновлено герцогство Баварія.

## Баваріяу907—1180(герцогство Баварія)
| Роки правління        | Ім'я                   | Примітка                                                         |
| --------------------- | ---------------------- | ---------------------------------------------------------------- |
| Луітпольдинги         |                        |                                                                  |
| 907—937               | Арнульф I Злий         | маркграф Баварії                                                 |
| 937—938               | Еберхард               |                                                                  |
| 938—947               | Бертольд               |                                                                  |
| Людольфінги           |                        |                                                                  |
| 947—955               | Генріх I               |                                                                  |
| 955—976               | Генріх II              |                                                                  |
| 976—982               | Оттон I                | герцог Швабії                                                    |
| Луітпольдинги         |                        |                                                                  |
| 982—985               | Генріх III             | герцог Каринтії Генріх I, помер в 989                            |
| Людольфінги           |                        |                                                                  |
| 985—995               | Генріх II              | вдруге                                                           |
| 995—1004              | Генріх IV Святий       | імператор Генріх II, помер у 1024                                |
| Люксембурги           |                        |                                                                  |
| 1004—1009             | Генріх V               | граф Люксембургу Генріх I                                        |
| Людольфінги           |                        |                                                                  |
| 1009—1017             | Генріх IV Святий       | вдруге                                                           |
| Люксембурги           |                        |                                                                  |
| 1017—1026             | Генріх V               | вдруге                                                           |
| Салічна династія      |                        |                                                                  |
| 1026—1027             | Конрад                 | імператор Конрад II                                              |
| 1027—1042             | Генріх VI              | імператор Генріх III, помер у 1056                               |
| Люксембурги           |                        |                                                                  |
| 1042—1047             | Генріх VII             | граф Люксембургу Генріх II                                       |
| Салічна династія      |                        |                                                                  |
| 1047—1049             | Генріх VI              | вдруге                                                           |
| Еццонени              |                        |                                                                  |
| 1049—1053             | Конрад I фон Цютфен    | граф фон Цютфен, помер у 1055                                    |
| Салічна династія      |                        |                                                                  |
| 1053—1054             | Генріх VIII            | імператор Генріх IV, помер у 1106                                |
| 1054—1055             | Конрад II              | брат імператора Генріха IV                                       |
| 1055—1061             | Агнес де Пуатьє        | вдова імператора Генріха III, регентша Німеччини, померла у 1077 |
| Нордгеймська династія |                        |                                                                  |
| 1061—1070             | Оттон II Нордгеймський | граф Нордгейму Оттон I, помер у 1083                             |
| Вельфи                |                        |                                                                  |
| 1070—1077             | Вельф I                |                                                                  |
| Салічна династія      |                        |                                                                  |
| 1077—1095             | Генріх VIII            | вдруге                                                           |
| Вельфи                |                        |                                                                  |
| 1095—1101             | Вельф I                | вдруге                                                           |
| 1101—1120             | Вельф II               |                                                                  |
| 1120—1126             | Генріх IX Чорний       |                                                                  |
| 1126—1139             | Генріх Гордий          | також герцог Саксонії Генріх I                                   |
| Бабенберги            |                        |                                                                  |
| 1139—1141             | Леопольд               | маркграф Австрії Леопольд IV                                     |
| Гогенштауфени         |                        |                                                                  |
| 1141—1143             | Конрад III             | король Німеччини Конрад III                                      |
| Бабенберги            |                        |                                                                  |
| 1143—1156             | Генріх IX Язомирготт   | маркграф (потім герцог) Австрії Генріх II                        |
| Вельфи                |                        |                                                                  |
| 1156—1180             | Генріх XII Лев         | також герцог Саксонії Генріх II, помер у 1195                    |

## Баваріяу1180—1623(герцогство Баварія)
Династія Виттельсбахів
| Герцоги Баварії | | | | | | | | | | | |
| 1180—1183 | Оттон I | Оттон I | Оттон I | Оттон I | Оттон I | Оттон I | Оттон I | Оттон I | Оттон I | Оттон I | Оттон I |
| 1183—1231 | Людвіг I Кельгеймський | Людвіг I Кельгеймський | Людвіг I Кельгеймський                                                                                              | Людвіг I Кельгеймський                                                                                              | Людвіг I Кельгеймський                                                                                              | Людвіг I Кельгеймський | Людвіг I Кельгеймський | Людвіг I Кельгеймський | Людвіг I Кельгеймський | Людвіг I Кельгеймський | Людвіг I Кельгеймський |
| 1231—1253 | Оттон II Світліший | Оттон II Світліший | Оттон II Світліший                                                                                                  | Оттон II Світліший                                                                                                  | Оттон II Світліший                                                                                                  | Оттон II Світліший | Оттон II Світліший | Оттон II Світліший | Оттон II Світліший | Оттон II Світліший | Оттон II Світліший |
| Після смерті Оттона II Баварію було розділено між його синами. Генріх став герцогом Нижньої, а Людвіг — Верхньої Баварії. З цього моменту й до початку XVI століття герцогство Баварія часто ділилась між різними лініями династії Віттельсбахів. | | | | | | | | | | | |
| Герцоги Нижньої Баварії | Герцоги Нижньої Баварії | Герцоги Нижньої Баварії | Герцоги Нижньої Баварії                                                                                             | Герцоги Нижньої Баварії                                                                                             | Герцоги Нижньої Баварії                                                                                             | Герцоги Верхньої Баварії | Герцоги Верхньої Баварії | Герцоги Верхньої Баварії | Герцоги Верхньої Баварії | Герцоги Верхньої Баварії | Герцоги Верхньої Баварії |
| 1253—1290 | Генріх XIII | Генріх XIII | Генріх XIII | Генріх XIII | Генріх XIII | 1253—1294 | Людвіг II | Людвіг II | Людвіг II | Людвіг II | Людвіг II |
| 1290—1312 | Оттон III, король Угорщини 1305—1307 | Оттон III, король Угорщини 1305—1307 | Оттон III, король Угорщини 1305—1307                                                                                | Оттон III, король Угорщини 1305—1307                                                                                | Оттон III, король Угорщини 1305—1307                                                                                | 1294—1317 | Рудольф I | Рудольф I | Рудольф I | Рудольф I | Рудольф I |
| 1290—1296 | Людвіг III | Людвіг III | Людвіг III | Людвіг III | Людвіг III | 1294—1347 | Людвіг IV, імператор Священної Римської імперії з 1314                                                                      | Людвіг IV, імператор Священної Римської імперії з 1314                                                                      | Людвіг IV, імператор Священної Римської імперії з 1314 | Людвіг IV, імператор Священної Римської імперії з 1314 | Людвіг IV, імператор Священної Римської імперії з 1314 |
| 1290—1309 | Стефан I | Стефан I | Стефан I | Стефан I | Стефан I | У 1340 році, після смерті останнього герцога Нижньої Баварії, імператор Людвіг IV об'єднав у своїх руках обидва герцогства. | У 1340 році, після смерті останнього герцога Нижньої Баварії, імператор Людвіг IV об'єднав у своїх руках обидва герцогства. | У 1340 році, після смерті останнього герцога Нижньої Баварії, імператор Людвіг IV об'єднав у своїх руках обидва герцогства. | У 1340 році, після смерті останнього герцога Нижньої Баварії, імператор Людвіг IV об'єднав у своїх руках обидва герцогства. | У 1340 році, після смерті останнього герцога Нижньої Баварії, імператор Людвіг IV об'єднав у своїх руках обидва герцогства. | У 1340 році, після смерті останнього герцога Нижньої Баварії, імператор Людвіг IV об'єднав у своїх руках обидва герцогства. |
| 1309—1334 | Оттон IV | Оттон IV | Оттон IV | Оттон IV | Оттон IV | У 1340 році, після смерті останнього герцога Нижньої Баварії, імператор Людвіг IV об'єднав у своїх руках обидва герцогства. | У 1340 році, після смерті останнього герцога Нижньої Баварії, імператор Людвіг IV об'єднав у своїх руках обидва герцогства. | У 1340 році, після смерті останнього герцога Нижньої Баварії, імператор Людвіг IV об'єднав у своїх руках обидва герцогства. | У 1340 році, після смерті останнього герцога Нижньої Баварії, імператор Людвіг IV об'єднав у своїх руках обидва герцогства. | У 1340 році, після смерті останнього герцога Нижньої Баварії, імператор Людвіг IV об'єднав у своїх руках обидва герцогства. | У 1340 році, після смерті останнього герцога Нижньої Баварії, імператор Людвіг IV об'єднав у своїх руках обидва герцогства. |
| 1309—1339 | Генріх XIV Старший | Генріх XIV Старший | Генріх XIV Старший                                                                                                  | Генріх XIV Старший                                                                                                  | Генріх XIV Старший                                                                                                  | У 1340 році, після смерті останнього герцога Нижньої Баварії, імператор Людвіг IV об'єднав у своїх руках обидва герцогства. | У 1340 році, після смерті останнього герцога Нижньої Баварії, імператор Людвіг IV об'єднав у своїх руках обидва герцогства. | У 1340 році, після смерті останнього герцога Нижньої Баварії, імператор Людвіг IV об'єднав у своїх руках обидва герцогства. | У 1340 році, після смерті останнього герцога Нижньої Баварії, імператор Людвіг IV об'єднав у своїх руках обидва герцогства. | У 1340 році, після смерті останнього герцога Нижньої Баварії, імператор Людвіг IV об'єднав у своїх руках обидва герцогства. | У 1340 році, після смерті останнього герцога Нижньої Баварії, імператор Людвіг IV об'єднав у своїх руках обидва герцогства. |
| 1312—1333 | Генріх XV | Генріх XV | Генріх XV | Генріх XV | Генріх XV | У 1340 році, після смерті останнього герцога Нижньої Баварії, імператор Людвіг IV об'єднав у своїх руках обидва герцогства. | У 1340 році, після смерті останнього герцога Нижньої Баварії, імператор Людвіг IV об'єднав у своїх руках обидва герцогства. | У 1340 році, після смерті останнього герцога Нижньої Баварії, імператор Людвіг IV об'єднав у своїх руках обидва герцогства. | У 1340 році, після смерті останнього герцога Нижньої Баварії, імператор Людвіг IV об'єднав у своїх руках обидва герцогства. | У 1340 році, після смерті останнього герцога Нижньої Баварії, імператор Людвіг IV об'єднав у своїх руках обидва герцогства. | У 1340 році, після смерті останнього герцога Нижньої Баварії, імператор Людвіг IV об'єднав у своїх руках обидва герцогства. |
| 1339—1340 | Іоанн I Дитя | Іоанн I Дитя | Іоанн I Дитя | Іоанн I Дитя | Іоанн I Дитя | У 1340 році, після смерті останнього герцога Нижньої Баварії, імператор Людвіг IV об'єднав у своїх руках обидва герцогства. | У 1340 році, після смерті останнього герцога Нижньої Баварії, імператор Людвіг IV об'єднав у своїх руках обидва герцогства. | У 1340 році, після смерті останнього герцога Нижньої Баварії, імператор Людвіг IV об'єднав у своїх руках обидва герцогства. | У 1340 році, після смерті останнього герцога Нижньої Баварії, імператор Людвіг IV об'єднав у своїх руках обидва герцогства. | У 1340 році, після смерті останнього герцога Нижньої Баварії, імператор Людвіг IV об'єднав у своїх руках обидва герцогства. | У 1340 році, після смерті останнього герцога Нижньої Баварії, імператор Людвіг IV об'єднав у своїх руках обидва герцогства. |
| Герцоги Баварії | | | | | | | | | | | |
| 1340—1347 | Людвіг IV | Людвіг IV | Людвіг IV | Людвіг IV | Людвіг IV | Людвіг IV | Людвіг IV | Людвіг IV | Людвіг IV | Людвіг IV | Людвіг IV |
| 1347—1349 | Спільно: Людвіг V Бранденбурзький, Стефан II, Людвіг VI, Вільгельм I, Альбрехт I, Оттон V                                                                           | Спільно: Людвіг V Бранденбурзький, Стефан II, Людвіг VI, Вільгельм I, Альбрехт I, Оттон V                                                                           | Спільно: Людвіг V Бранденбурзький, Стефан II, Людвіг VI, Вільгельм I, Альбрехт I, Оттон V                           | Спільно: Людвіг V Бранденбурзький, Стефан II, Людвіг VI, Вільгельм I, Альбрехт I, Оттон V                           | Спільно: Людвіг V Бранденбурзький, Стефан II, Людвіг VI, Вільгельм I, Альбрехт I, Оттон V                           | Спільно: Людвіг V Бранденбурзький, Стефан II, Людвіг VI, Вільгельм I, Альбрехт I, Оттон V | Спільно: Людвіг V Бранденбурзький, Стефан II, Людвіг VI, Вільгельм I, Альбрехт I, Оттон V                                   | Спільно: Людвіг V Бранденбурзький, Стефан II, Людвіг VI, Вільгельм I, Альбрехт I, Оттон V                                   | Спільно: Людвіг V Бранденбурзький, Стефан II, Людвіг VI, Вільгельм I, Альбрехт I, Оттон V | Спільно: Людвіг V Бранденбурзький, Стефан II, Людвіг VI, Вільгельм I, Альбрехт I, Оттон V | Спільно: Людвіг V Бранденбурзький, Стефан II, Людвіг VI, Вільгельм I, Альбрехт I, Оттон V |
| У 1349 році Баварію було знову розділено на Верхню та Нижню між шістьома синами імператора Людвіга IV. | | | | | | | | | | | |
| Герцоги Нижньої Баварії | Герцоги Нижньої Баварії | Герцоги Нижньої Баварії | Герцоги Нижньої Баварії                                                                                             | Герцоги Нижньої Баварії                                                                                             | Герцоги Нижньої Баварії                                                                                             | Герцоги Верхньої Баварії | Герцоги Верхньої Баварії | Герцоги Верхньої Баварії | Герцоги Верхньої Баварії | Герцоги Верхньої Баварії | Герцоги Верхньої Баварії |
| 1349—1353 | Спільно: Стефан II, Вільгельм I, Альбрехт I | Спільно: Стефан II, Вільгельм I, Альбрехт I | Спільно: Стефан II, Вільгельм I, Альбрехт I                                                                         | Спільно: Стефан II, Вільгельм I, Альбрехт I                                                                         | Спільно: Стефан II, Вільгельм I, Альбрехт I                                                                         | 1349—1351 | Спільно: Людвіг V Бранденбурзький, Людвіг VI, Оттон V                                                                       | Спільно: Людвіг V Бранденбурзький, Людвіг VI, Оттон V                                                                       | Спільно: Людвіг V Бранденбурзький, Людвіг VI, Оттон V | Спільно: Людвіг V Бранденбурзький, Людвіг VI, Оттон V | Спільно: Людвіг V Бранденбурзький, Людвіг VI, Оттон V |
| В 1353 Нижня Баварія була розділена на Ландсгут-Баварське та Баварсько-Штраубінзьке герцогства. | В 1353 Нижня Баварія була розділена на Ландсгут-Баварське та Баварсько-Штраубінзьке герцогства.                                                                     | В 1353 Нижня Баварія була розділена на Ландсгут-Баварське та Баварсько-Штраубінзьке герцогства.                                                                     | В 1353 Нижня Баварія була розділена на Ландсгут-Баварське та Баварсько-Штраубінзьке герцогства.                     | В 1353 Нижня Баварія була розділена на Ландсгут-Баварське та Баварсько-Штраубінзьке герцогства.                     | В 1353 Нижня Баварія була розділена на Ландсгут-Баварське та Баварсько-Штраубінзьке герцогства.                     | 1351—1361 | Людвіг V Бранденбурзький, курфюрст Бранденбургу з 1323                                                                      | Людвіг V Бранденбурзький, курфюрст Бранденбургу з 1323                                                                      | Людвіг V Бранденбурзький, курфюрст Бранденбургу з 1323 | Людвіг V Бранденбурзький, курфюрст Бранденбургу з 1323 | Людвіг V Бранденбурзький, курфюрст Бранденбургу з 1323 |
| В 1353 Нижня Баварія була розділена на Ландсгут-Баварське та Баварсько-Штраубінзьке герцогства. | В 1353 Нижня Баварія була розділена на Ландсгут-Баварське та Баварсько-Штраубінзьке герцогства.                                                                     | В 1353 Нижня Баварія була розділена на Ландсгут-Баварське та Баварсько-Штраубінзьке герцогства.                                                                     | В 1353 Нижня Баварія була розділена на Ландсгут-Баварське та Баварсько-Штраубінзьке герцогства.                     | В 1353 Нижня Баварія була розділена на Ландсгут-Баварське та Баварсько-Штраубінзьке герцогства.                     | В 1353 Нижня Баварія була розділена на Ландсгут-Баварське та Баварсько-Штраубінзьке герцогства.                     | 1361—1363 | Мейнхарт, граф Тіролю з 1342                                                                                                | Мейнхарт, граф Тіролю з 1342                                                                                                | Мейнхарт, граф Тіролю з 1342 | Мейнхарт, граф Тіролю з 1342 | Мейнхарт, граф Тіролю з 1342 |
| В 1353 Нижня Баварія була розділена на Ландсгут-Баварське та Баварсько-Штраубінзьке герцогства. | В 1353 Нижня Баварія була розділена на Ландсгут-Баварське та Баварсько-Штраубінзьке герцогства.                                                                     | В 1353 Нижня Баварія була розділена на Ландсгут-Баварське та Баварсько-Штраубінзьке герцогства.                                                                     | В 1353 Нижня Баварія була розділена на Ландсгут-Баварське та Баварсько-Штраубінзьке герцогства.                     | В 1353 Нижня Баварія була розділена на Ландсгут-Баварське та Баварсько-Штраубінзьке герцогства.                     | В 1353 Нижня Баварія була розділена на Ландсгут-Баварське та Баварсько-Штраубінзьке герцогства.                     | Після смерті Мейнхарта Верхня Баварія була розділена між Ландсгут-Баварським та Баварсько-Штраубінзьким герцогствами. У 1392 з Ландсгут-Баварського герцогства було виділено Баварсько-Інгольштадтське та Баварсько-Мюнхенське герцогства. | | | | | |
| Герцоги Баварсько-Штраубінзькі | Герцоги Баварсько-Штраубінзькі | Герцоги Баварсько-Штраубінзькі | Герцоги Ландсгут-Баварські                                                                                          | Герцоги Ландсгут-Баварські                                                                                          | Герцоги Ландсгут-Баварські                                                                                          | Герцоги Баварсько-Інгольштадтські | Герцоги Баварсько-Інгольштадтські                                                                                           | Герцоги Баварсько-Інгольштадтські                                                                                           | Герцоги Баварсько-Мюнхенські | Герцоги Баварсько-Мюнхенські | Герцоги Баварсько-Мюнхенські |
| 1353—1388 | Спільно: Вільгельм I та Альбрехт I | Спільно: Вільгельм I та Альбрехт I | 1353—1375 | Стефан II | Стефан II | 1392—1413 | Стефан III | Стефан III | 1392—1397 | Іоанн II | Іоанн II |
| 1388—1404 | Альбрехт I | Альбрехт I | 1375—1379 | Спільно: Оттон V, Стефан III, Фрідріх, Іоанн II                                                                     | Спільно: Оттон V, Стефан III, Фрідріх, Іоанн II                                                                     | 1413—1443 | Людвіг VII Бородатий (помер 1447)                                                                                           | Людвіг VII Бородатий (помер 1447)                                                                                           | 1397—1438 | Ернст | Ернст |
| 1389—1397 | Альбрехт II, спільно з Альбрехтом I | Альбрехт II, спільно з Альбрехтом I | 1379—1392 | Спільно: Стефан III, Фрідріх, та Іоанн II                                                                           | Спільно: Стефан III, Фрідріх, та Іоанн II                                                                           | 1443—1445 | Людвіг VIII Молодий | Людвіг VIII Молодий | 1397—1435 | Вільгельм III, спільно з Ернстом | Вільгельм III, спільно з Ернстом |
| 1404—1417 | Вільгельм II | Вільгельм II | У 1392 з Ландсгут-Баварського герцогства було виділено Баварсько-Інгольштадтське й Баварсько-Мюнхенське герцогства. | У 1392 з Ландсгут-Баварського герцогства було виділено Баварсько-Інгольштадтське й Баварсько-Мюнхенське герцогства. | У 1392 з Ландсгут-Баварського герцогства було виділено Баварсько-Інгольштадтське й Баварсько-Мюнхенське герцогства. | У 1447 Баварсько-Інгольштадтське герцогство долучено до Лансгут-Баварського герцогства. | У 1447 Баварсько-Інгольштадтське герцогство долучено до Лансгут-Баварського герцогства.                                     | У 1447 Баварсько-Інгольштадтське герцогство долучено до Лансгут-Баварського герцогства.                                     | 1438—1460 | Альбрехт III | Альбрехт III |
| 1418—1425 | Іоанн III, спільно з Якобою | Іоанн III, спільно з Якобою | 1392—1393 | Фрідріх | Фрідріх | У 1447 Баварсько-Інгольштадтське герцогство долучено до Лансгут-Баварського герцогства. | У 1447 Баварсько-Інгольштадтське герцогство долучено до Лансгут-Баварського герцогства.                                     | У 1447 Баварсько-Інгольштадтське герцогство долучено до Лансгут-Баварського герцогства.                                     | 1460—1463 | Спільно Іоанн IV та Сигізмунд | Спільно Іоанн IV та Сигізмунд |
| 1417—1432 | Якоба | Якоба | 1393—1450 | Генріх XVI Багатий                                                                                                  | Генріх XVI Багатий                                                                                                  | Генріх XVI Багатий | Генріх XVI Багатий | Генріх XVI Багатий | 1463—1467 | Спільно: Альбрехт IV Мудрий та Сигізмунд | Спільно: Альбрехт IV Мудрий та Сигізмунд |
| У 1432 році територію Баварсько-Штраубінзького герцогства було розділено між Баварсько-Інгольштадтським, Ландсгут-Баварським та Баварсько-Мюнхенським герцогствами.                                                                               | У 1432 році територію Баварсько-Штраубінзького герцогства було розділено між Баварсько-Інгольштадтським, Ландсгут-Баварським та Баварсько-Мюнхенським герцогствами. | У 1432 році територію Баварсько-Штраубінзького герцогства було розділено між Баварсько-Інгольштадтським, Ландсгут-Баварським та Баварсько-Мюнхенським герцогствами. | 1450—1479 | Людвіг IX Багатий                                                                                                   | Людвіг IX Багатий                                                                                                   | Людвіг IX Багатий | Людвіг IX Багатий | Людвіг IX Багатий | 1467—1508 | Альбрехт IV Мудрий | Альбрехт IV Мудрий |
| У 1432 році територію Баварсько-Штраубінзького герцогства було розділено між Баварсько-Інгольштадтським, Ландсгут-Баварським та Баварсько-Мюнхенським герцогствами.                                                                               | У 1432 році територію Баварсько-Штраубінзького герцогства було розділено між Баварсько-Інгольштадтським, Ландсгут-Баварським та Баварсько-Мюнхенським герцогствами. | У 1432 році територію Баварсько-Штраубінзького герцогства було розділено між Баварсько-Інгольштадтським, Ландсгут-Баварським та Баварсько-Мюнхенським герцогствами. | 1479—1503 | Георг Багатий | Георг Багатий | Георг Багатий | Георг Багатий | Георг Багатий | У 1467 з Баварсько-Мюнхенського герцогства було виділено Дахау-Баварське герцогство для герцога Сигізмунда. Після його смерті 1501 року його було знову долучено до Баварсько-Мюнхенського герцогства. У 1503 всі Баварські герцогства опинились в руках Альбрехта IV. | У 1467 з Баварсько-Мюнхенського герцогства було виділено Дахау-Баварське герцогство для герцога Сигізмунда. Після його смерті 1501 року його було знову долучено до Баварсько-Мюнхенського герцогства. У 1503 всі Баварські герцогства опинились в руках Альбрехта IV. | У 1467 з Баварсько-Мюнхенського герцогства було виділено Дахау-Баварське герцогство для герцога Сигізмунда. Після його смерті 1501 року його було знову долучено до Баварсько-Мюнхенського герцогства. У 1503 всі Баварські герцогства опинились в руках Альбрехта IV. |
| У 1432 році територію Баварсько-Штраубінзького герцогства було розділено між Баварсько-Інгольштадтським, Ландсгут-Баварським та Баварсько-Мюнхенським герцогствами.                                                                               | У 1432 році територію Баварсько-Штраубінзького герцогства було розділено між Баварсько-Інгольштадтським, Ландсгут-Баварським та Баварсько-Мюнхенським герцогствами. | У 1432 році територію Баварсько-Штраубінзького герцогства було розділено між Баварсько-Інгольштадтським, Ландсгут-Баварським та Баварсько-Мюнхенським герцогствами. | В 1503 Ландсгут-Баварське герцогство було приєднано до герцогства Баварсько-Мюнхенського.                           | | | | | | У 1467 з Баварсько-Мюнхенського герцогства було виділено Дахау-Баварське герцогство для герцога Сигізмунда. Після його смерті 1501 року його було знову долучено до Баварсько-Мюнхенського герцогства. У 1503 всі Баварські герцогства опинились в руках Альбрехта IV. | У 1467 з Баварсько-Мюнхенського герцогства було виділено Дахау-Баварське герцогство для герцога Сигізмунда. Після його смерті 1501 року його було знову долучено до Баварсько-Мюнхенського герцогства. У 1503 всі Баварські герцогства опинились в руках Альбрехта IV. | У 1467 з Баварсько-Мюнхенського герцогства було виділено Дахау-Баварське герцогство для герцога Сигізмунда. Після його смерті 1501 року його було знову долучено до Баварсько-Мюнхенського герцогства. У 1503 всі Баварські герцогства опинились в руках Альбрехта IV. |
| Герцоги Баварії | | | | | | | | | | | |
| 1503—1508 | Альбрехт IV Мудрий | Альбрехт IV Мудрий | Альбрехт IV Мудрий                                                                                                  | Альбрехт IV Мудрий                                                                                                  | Альбрехт IV Мудрий                                                                                                  | Альбрехт IV Мудрий | Альбрехт IV Мудрий | Альбрехт IV Мудрий | Альбрехт IV Мудрий | Альбрехт IV Мудрий | Альбрехт IV Мудрий |
| 1508—1550 | Вільгельм IV | Вільгельм IV | Вільгельм IV | Вільгельм IV | Вільгельм IV | Вільгельм IV | Вільгельм IV | Вільгельм IV | Вільгельм IV | Вільгельм IV | Вільгельм IV |
| 1516—1545 | Людвіг X, герцог Ландсгут-Баварський | Людвіг X, герцог Ландсгут-Баварський | Людвіг X, герцог Ландсгут-Баварський                                                                                | Людвіг X, герцог Ландсгут-Баварський                                                                                | Людвіг X, герцог Ландсгут-Баварський                                                                                | Людвіг X, герцог Ландсгут-Баварський | Людвіг X, герцог Ландсгут-Баварський                                                                                        | Людвіг X, герцог Ландсгут-Баварський                                                                                        | Людвіг X, герцог Ландсгут-Баварський | Людвіг X, герцог Ландсгут-Баварський | Людвіг X, герцог Ландсгут-Баварський |
| 1550—1579 | Альбрехт V Великодушний | Альбрехт V Великодушний | Альбрехт V Великодушний                                                                                             | Альбрехт V Великодушний                                                                                             | Альбрехт V Великодушний                                                                                             | Альбрехт V Великодушний | Альбрехт V Великодушний | Альбрехт V Великодушний | Альбрехт V Великодушний | Альбрехт V Великодушний | Альбрехт V Великодушний |
| 1579—1597 | Вільгельм V Благочестивий | Вільгельм V Благочестивий | Вільгельм V Благочестивий                                                                                           | Вільгельм V Благочестивий                                                                                           | Вільгельм V Благочестивий                                                                                           | Вільгельм V Благочестивий | Вільгельм V Благочестивий                                                                                                   | Вільгельм V Благочестивий                                                                                                   | Вільгельм V Благочестивий | Вільгельм V Благочестивий | Вільгельм V Благочестивий |
| 1597—1623 | Максиміліан I | Максиміліан I | Максиміліан I | Максиміліан I | Максиміліан I | Максиміліан I | Максиміліан I | Максиміліан I | Максиміліан I | Максиміліан I | Максиміліан I |

1623 року герцог Баварії Максиміліан I став курфюрстом.

## Баварія у 1623—1805 (Баварське курфюрство)
| Роки правління          | Ім'я                    | Примітка                                                                           |
| ----------------------- | ----------------------- | ---------------------------------------------------------------------------------- |
| 1623 — 1651             | Максиміліан I           | з 1597 герцог Баварії, у 1623 отримав Пфальц (володів до 1648) з титулом курфюрста |
| 1651 — 1679             | Фердинанд Марія         | перші роки правив під опікою матері, Марії Анни Австрійської                       |
| 1679 — 1726             | Максиміліан II Еммануїл |                                                                                    |
| 1726 — 1745             | Карл Альбрехт           | Карл VII, імператор Священної Римської імперії з 1742                              |
| 1745 — 1777             | Максиміліан III Йосиф   |                                                                                    |
| Лінія Пфальц-Нейбург    |                         |                                                                                    |
| 1777 — 1799             | Карл Теодор             | Карл IV Теодор, курфюрст Пфальцу з 1743                                            |
| Лінія Пфальц-Цвейбрюкен |                         |                                                                                    |
| 1799 — 1806             | Максиміліан IV Йосиф    | 1806 року став королем Баварії з ім'ям Максиміліан I.                              |

## Баварія у 1805—1918 (Баварське королівство)
| Роки правління | Ім'я           | Примітка |
| -------------- | -------------- | --- |
| 1806 — 1825    | Максиміліан I  | з 1799 Максиміліан IV Йосиф, курфюрст Баварії |
| 1825 — 1848    | Людвіг I       | Після революції 1848 року зрікся престолу та переїхав до Ніцци, де жив до смерті у 1868. |
| 1848 — 1864    | Максиміліан II | |
| 1864 — 1886    | Людвіг II      | У 1886 році був оголошений божевільним, після чого втопився за нез'ясованих обставин. |
| 1886 — 1913    | Оттон I        | 1875 був оголошений божевільним. Регентами при ньому були: - Луітпольд, син короля Людвіга I, регент 1886—1912 - Людвіг, син Луітпольда, регент 1912—1913, 1913 скинув Оттона I і став королем з ім'ям Людвіг III |
| 1913 — 1918    | Людвіг III     | скинуто в листопаді 1918 й до смерті у 1921 жив у еміграції в Угорщині |